# Argentinische Beachhandball-Nationalmannschaft der Juniorinnen
Die argentinische Beachhandball-Nationalmannschaft der Juniorinnen (Spitzname: Kamikazes) repräsentiert den Handballverband (CAH) Argentiniens als Auswahlmannschaft auf internationaler Ebene bei Länderspielen im Beachhandball gegen Mannschaften anderer nationaler Verbände.
Die Mannschaft fungiert als Unterbau der A-Nationalmannschaft der Frauen. Das männliche Pendant ist die Argentinische Beachhandball-Nationalmannschaft der Junioren.

## Geschichte

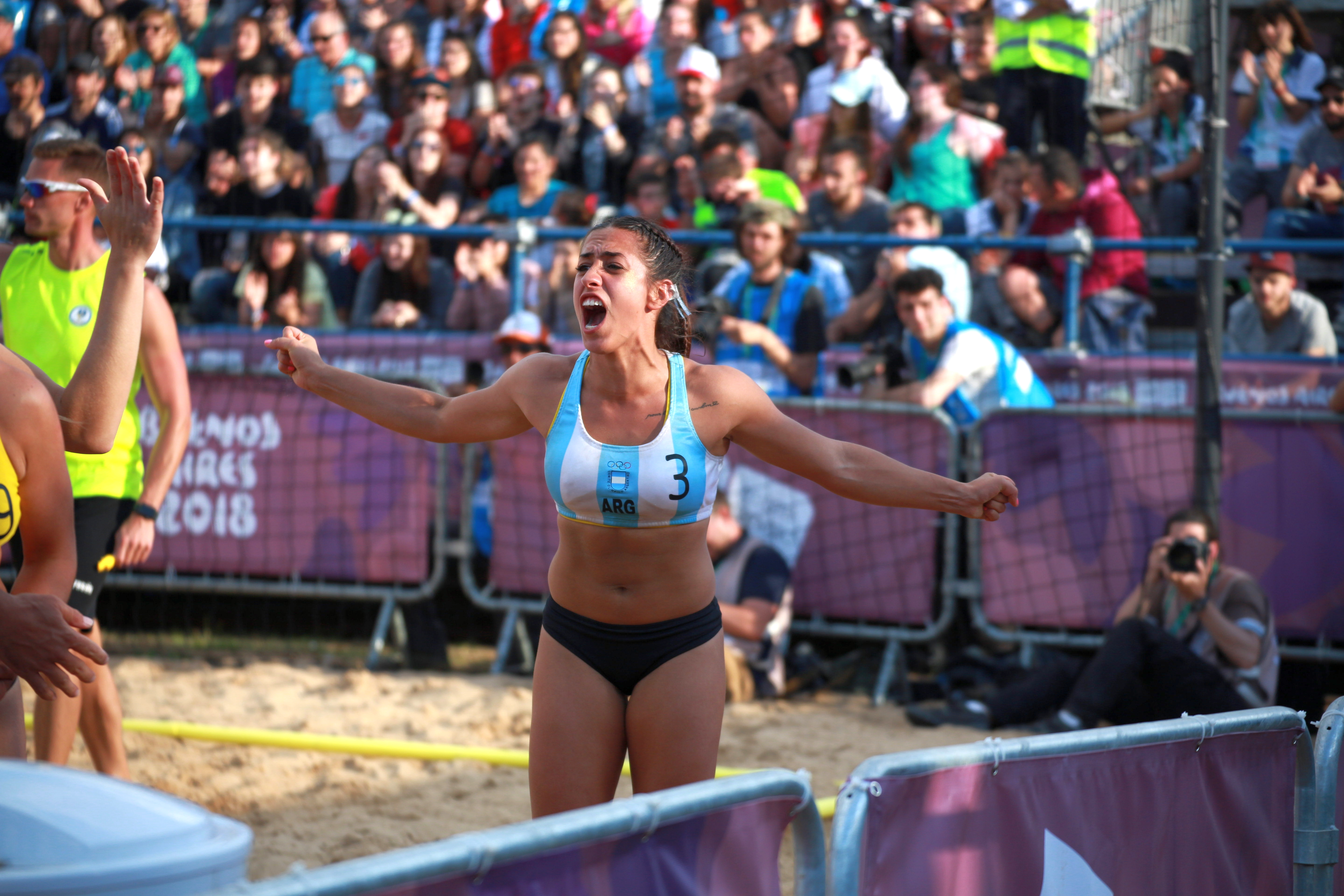
Caterina Benedetti bejubelt einen Treffer im Finale der Olympischen Jugendspiele 2018

Die argentinische Nachwuchs-Nationalmannschaft wurde Im Zuge des Ausbaus der weltweiten Nachwuchswettbewerbe in der zweiten Hälfte der 2010er Jahre gegründet. Seit der Entscheidung der IHF 2015, Beachhandball statt Hallenhandball bei den  Olympischen Jugendspielen 2018 durchzuführen, bereitete Leticia Brunati die Mannschaft als Trainerin generalstabsmäßig geplant in einem Langzeitprojekt auf dieses Ereignis vor heimischer Kulisse in Buenos Aires vor. Bei ihrem ersten Turnier, den Nachwuchs-Panamerikameisterschaften 2016 (U 16) in Macuto, Venezuela, verpasste die Mannschaft als Viertplatzierte noch den Gewinn einer Medaille. Doch schon ein Jahr später konnte die Mannschaft, die schon jetzt sieben der neun späteren Teilnehmerinnen an den Olympischen Jugendspielen beinhaltete, den Titel gewinnen und dabei die Mannschaft Brasiliens schlagen, der vorherrschenden Beachhandball-Nation Amerikas. Damit hatte sich die Mannschaft auch für die Junioren-Weltmeisterschaften im Herbst des Jahres auf Mauritius qualifiziert, wo ebenfalls das Halbfinale erreicht werden konnte und im Spiel um die Bronzemedaille Portugal besiegt werden konnte. Argentinien war damit das beste Team, welches nicht aus Europa kam. Höhepunkt wurden schließlich die Olympischen Jugendspiele im eigenen Land. Zur Vorbereitung unternahm die Mannschaft von Januar 2018 bis kurz vor den Spielen vier Testspielreisen nach Brasilien. Beachhandball war eine der publikumsträchtigsten Sportarten der Spiele und die argentinische Mannschaft spielte eine gute Vor- und Hauptrunde, wenngleich die Mannschaft noch einen Strauchler mit einer Niederlage zum Abschluss der Vorrunde gegen die Niederlande hatte. Danach konnten alle Spiele einschließlich des Finales gegen Kroatien gewonnen werden. Die Spielerinnen der Kamikazes erlangten durch den Sieg eine relative Bekanntheit in Argentinien und konnten auch den Beachhandball-Sport nachhaltig populärer machen. Sechs der Spielerinnen gaben zwischen 2018 und 2019 auch ihr Debüt für die A-Nationalmannschaft.

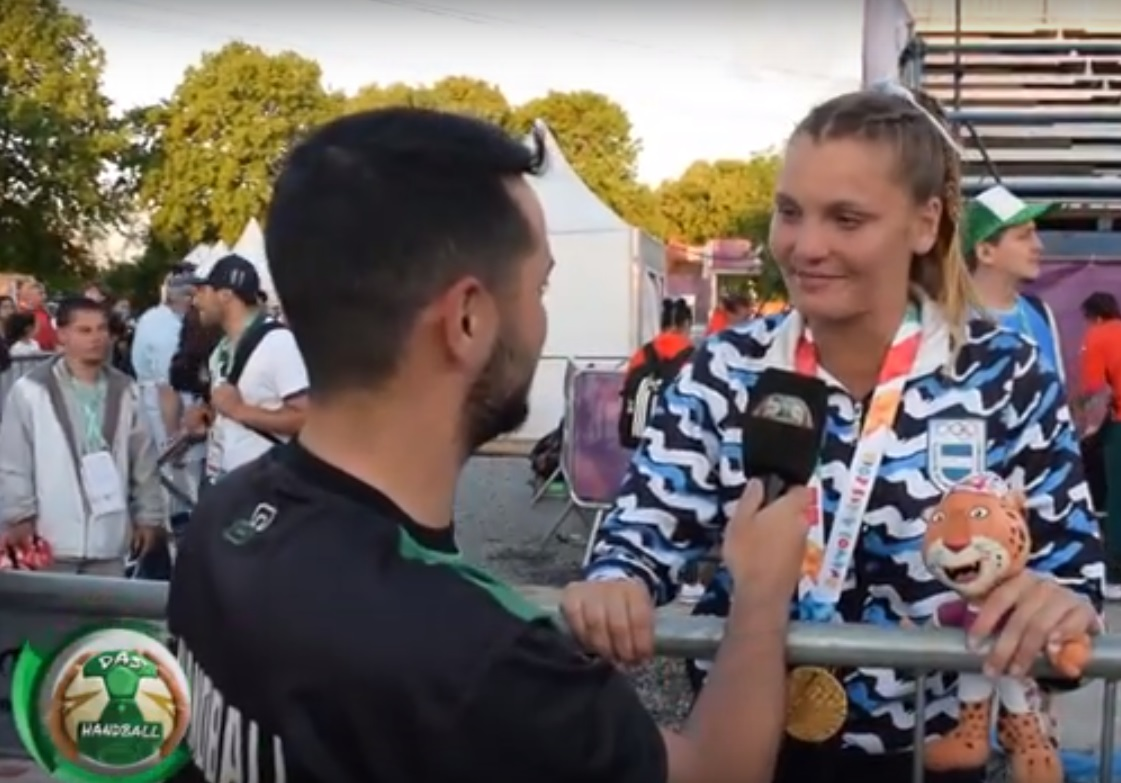
Spielerin Jimena Riadigos bei einem Interview während der Olympischen Jugendspiele 2018 in Buenos Aires

2019 war kein Turnier angesetzt, somit dauerte es bis 2022, dass nach Einschränkungen des internationalen Spielbetriebes aufgrund der COVID-19-Pandemie wieder eine, nun vollkommen neu zusammengestellte, argentinische Mannschaft an internationalen Turnieren teilnahm. Zunächst gewann die Mannschaft vor heimischer Kulisse in Buenos Aires den Titel bei den erstmals ausgetragenen Süd- und Mittelamerikameisterschaften der Juniorinnen. Nur wenig mehr als einen Monat danach gewann die weitestgehend unveränderte Mannschaft in Rosario erneut vor argentinischem Publikum zudem den Titel bei den ebenfalls das erste Mal ausgespielten Südamerikanischen Jugendspielen. Beide Male konnte im Finale der Dauerrivale aus Brasilien besiegt werden. Der Titelgewinn bei den kontinentalen Meisterschaften bedeutete die erneute Qualifikation für die Junioren-Weltmeisterschaften 2022 (U 18) in Iraklio auf Kreta. Dort verpasste die Mannschaft den erneuten Einzug in das Halbfinale, konnte sich aber im Ende als beste Nichthalbfinalistin auf dem fünften Rang platzieren.
Auf Turniere bereitet sich die Mannschaft im Allgemeinen im CeNARD vor.

## Teilnahmen

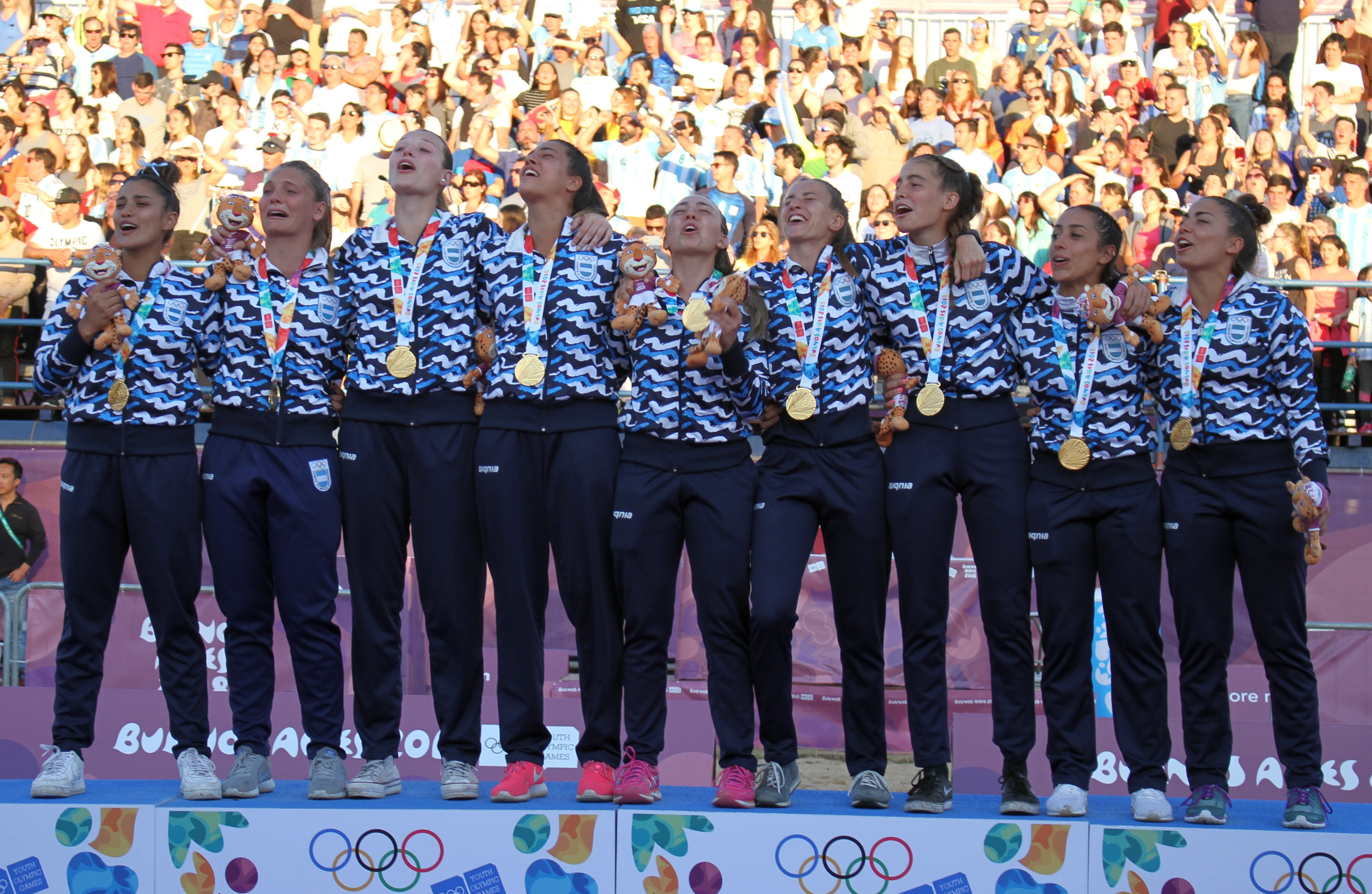
Die argentinische Mannschaft bei der Siegerehrung bei den Olympischen Jugendspielen 2018

| Olympische Jugendspiele - 2018 (U 18): 1. - 2026 (U 18): Junioren-Weltmeisterschaften - 2017 (U 17): 3. - 2022 (U 18): 5. | Junioren-Panamerikameisterschaften - 2016 (U 16): 4. - 2017 (U 17): 1. Junioren-Süd- und Mittelamerikameisterschaften - 2022 (U 18): 1. Südamerikanische Jugendspiele - 2022 (U 18): 1. |

- JPAM 2016: Kader derzeit nicht bekannt

- JPAM 2017: Caterina Benedetti • Gisella Bonomi • Fiorella Corimberto • Pilar Lana • Carolina Ponce • Jimena Riadigos • Julieta Santos • Rosario Soto (TW) • Agustina Torres Passeggi • Zoe Turnes[6]

- JWM 2017: Belén Aizen • Lucila Balsas • Caterina Benedetti • Gisella Bonomi • Fiorella Corimberto • Carolina Ponce • Julietta Santos • Rosario Soto (TW) • Agustina Torres Passeggi • Zoe Turnes

- vier Turnierreisen zur Vorbereitung der Olympischen Jugendspiele nach Brasilien
  - TRB1: Belén Aizen • Lucila Balsas • Caterina Benedetti • Gisella Bonomi • Fiorella Corimberto • Pilar Lana • Carolina Ponce • Rosario Soto (TW) • Agustina Torres Passeggi • Zoe Turnes

- - TRB2: Belén Aizen • Lucila Balsas • Caterina Benedetti • Gisella Bonomi • Fiorella Corimberto • Martina Hoh • Pilar Lana • Candela Monserrat • Carolina Ponce • Jimena Riadigos • Rosario Soto (TW) • Agustina Torres Passeggi • Zoe Turnes[7]

- - TRB3: Belén Aizen • Lucila Balsas • Caterina Benedetti • Gisella Bonomi • Fiorella Corimberto • Carolina Ponce • Jimena Riadigos • Rosario Soto (TW) • Agustina Torres Passeggi • Zoe Turnes[8]

- - TRB4: Belén Aizen • Lucila Balsas • Caterina Benedetti • Gisella Bonomi • Martina Hoh • Carolina Ponce • Jimena Riadigos • Rosario Soto (TW) • Agustina Torres Passeggi • Zoe Turnes[9]

- OJS 2018: Belén Aizen • Lucila Balsas • Caterina Benedetti • Gisella Bonomi • Fiorella Corimberto • Carolina Ponce • Jimena Riadigos • Rosario Soto (TW) • Zoe Turnes[10]

- JSMAM 2022: Magali Agustina Alfredi • Camila Agostina Arcajo • María Florencia Gallo • Nerea Herrera Fuhr • Lola Lava • Selena Maitini Belhits • Juana Camila Medina • Alma Jazmín Molina • Rocio Slaibe (TW) • Johanna Aylin Ursino[11]

- SAJS 2022: Magali Agustina Alfredi • Camila Agostina Arcajo • María Florencia Gallo • Selena Maitini Belhits • Juana Camila Medina • Alma Jazmín Molina • María Constanza Suarez (TW) • Johanna Aylin Ursino[12]

- JWM 2022: Magali Agustina Alfredi • Camila Agostina Arcajo • Brisa Irina Campot Cambarieri • María Florencia Gallo • Selena Maitini Belhits • Juana Camila Medina • Alma Jazmín Molina • Rocio Slaibe (TW) • María Constanza Suarez (TW) • Johanna Aylin Ursino[13]

## Trainer

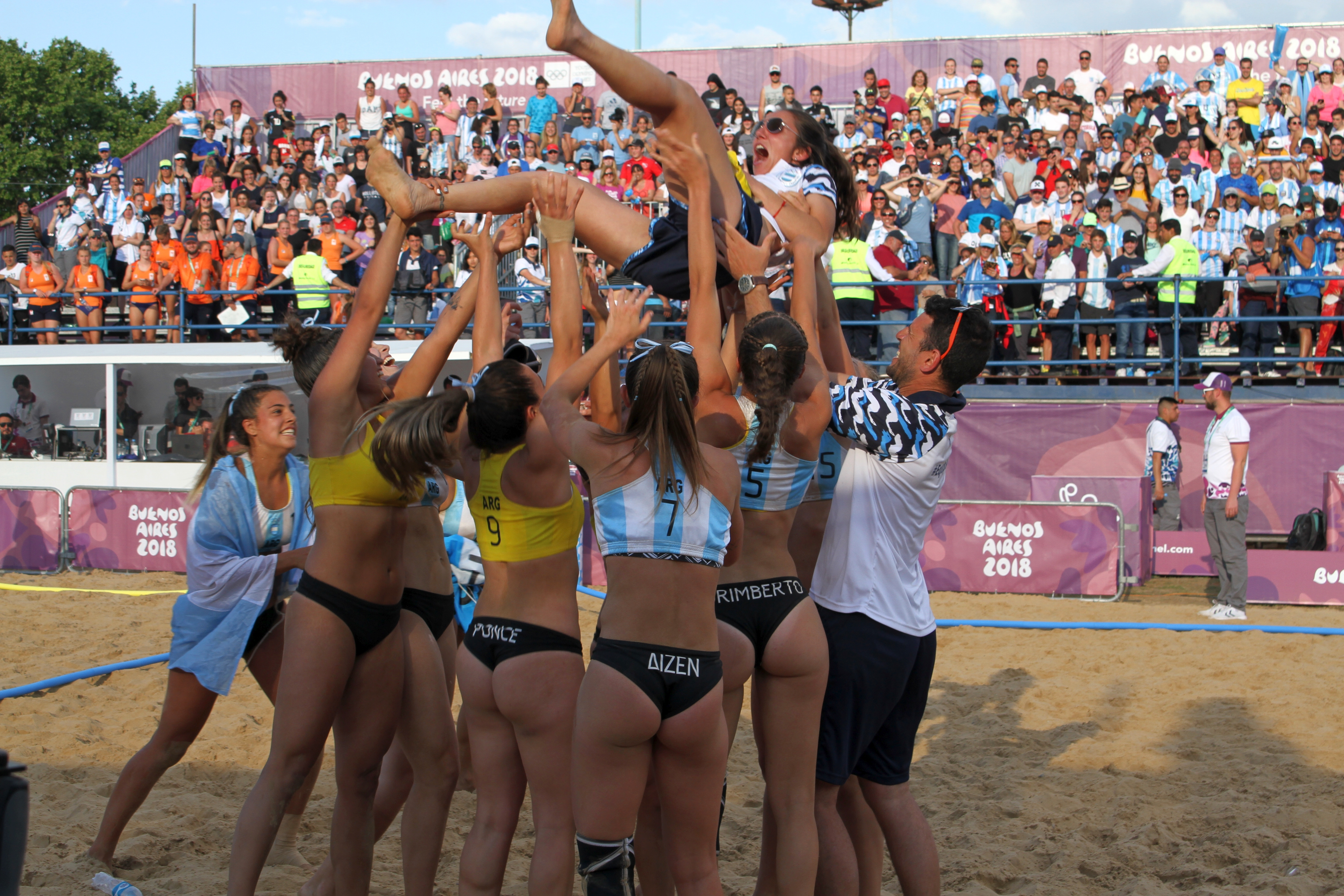
Die Mannschaft feiert ihre Trainerin nach dem Sieg bei den Olympischen Jugendspielen 2018

| Cheftrainer/in - seit 2017: Leticia Brunati | Co-Trainer/in - 2017–2019: Gustavo Andrés Sanz - seit 2022: Eliana Fontana | Athletik-Trainer - seit 2022: Gastón Boiman |